# Mirai Yamamoto
Mirai Yamamoto (jap. 山本未來 Yamamoto Mirai; ur. 4 listopada 1974 w Tokio) – japońska aktorka.

## Życiorys
Jest córką japońskiego projektanta mody Kansai Yamamoto, oraz bratanicą aktora i reżysera Yūsuke Iseya. Zamężna z aktorem Kippei Shiina.

## Filmografia
- 1996 Mikeneko hoomuzu no suiri jako Yukiko Yoshizuka
- 1998 Fuyajo jako Natsumi Sato
- 1998 Zgadnij, kim jestem? jako Yuki
- 1999 39 keihô dai sanjûkyû jô jako Mikako Kudo
- 2002 Kobiety w lustrze jako Dziennikarka
- 2003 Jesień w Warszawie jako Noriko
- 2004 Jigoku kozô jako Setsu
- 2006 Kana shiki tenshi jako Nami Matsushita
- 2008 Hana Kage jako Naomi Itsuki
- 2008 Akai Ito jako Natsumi Nishino

## Seriale
- Nurse no oshigoto jako Sanae
- 2001 no otoko un jako Yôko Mano
- Akai Ito jako Natsumi Nishino
- Tsubasa jako Michiru Yokoya
- Otomen jako Kiyomi Masamune
- N no tameni jako Sanae Sugishita